# شبه‌ژیان‌مرغ قهقهه‌زن
شبه‌ژیان‌مرغ قهقهه‌زن (نام علمی: Alectrurus risora) نام یک گونه از تیره ژیان‌مرغ، با پرهای تیره و دم قهوه‌ای مایل به سیاه که گاه طول آن تا سه برابر بدنش است.